# Piet van Est
Piet van Est (Sint Willebrord, 11 agosto 1934 – Roosendaal, 17 ottobre 1991) è stato un ciclista su strada olandese.
Professionista tra il 1955 ed il 1965.

## Carriera
Corse per la Alpa, la Magneet, la Groene Leeuw-Sinalco-SAS, la Faema, la Flandria, la Dr. Mann, la Televizier e la Gazelle. Le principali vittorie da professionista furono il Giro dei Paesi Bassi nel 1958, una tappa al Giro d'Italia 1961 e la Dwars door België nel 1964. Anche i fratelli Wim e Nico furono ciclisti professionisti.

## Palmarès
- 1956

7ª tappa Tour d'Europe (Stoccarda > Strasburgo)
Campionati olandesi, Interclubs (con Wim van Est)
- 1958

Classifica generale Giro dei Paesi Bassi
- 1961

3ª tappa Giro del Belgio (Zwevegem > Huy)
8ª tappa Giro d'Italia (Cosenza > Taranto)
- 1962

2ª tappa Dwars door België (Ciney > Waregem)
Hoegaarden-Antwerpen-Hoegaarden
- 1963

Circuit de Flandre orientale
Campionati olandesi, Interclubs
- 1964

Classifica generale Dwars door België
Campionati olandesi, Interclubs

## Piazzamenti

### Grandi Giri
- Giro d'Italia

1961: 35º
1962: ritirato
- Tour de France

1957: 32º
1958: 22º
1959: ritirato (13ª tappa)
1960: 28º
1961: fuori tempo massimo (17ª tappa)
1962: 26º
1964: ritirato (16ª tappa)

### Classiche monumento
- Milano-Sanremo

1961: 21º
- Giro delle Fiandre

1963: 37º
- Parigi-Roubaix

1961: 46
1963: 48º
1964: 43º
- Liegi-Bastogne-Liegi

1959: 26º
1961: 4º
1963: 16º
1964: 11º

### Competizioni mondiali
- Campionati del mondo

Waregem 1957 - In linea: ritirato
Reims 1958 - In linea: ritirato